# I See the Light
I See the Light ist ein Lied aus dem Film Rapunzel – Neu verföhnt. Geschrieben wurde es von Alan Menken (Musik) und Glenn Slater (Text). Gesungen wurde es von Mandy Moore und Zachary Levi. In der deutschsprachigen Version ist der Titel Endlich sehe ich das Licht, das Lied wird gesungen von Pia Allgaier und Manuel Straube.

## Verwendung im Film
Während Rapunzel und Flynn Rider das jährliche Laternenfest von einem Ruderboot auf dem See aus erleben, erkennen sie, dass sie einander lieben. Dies wird mit I See the Light erzählt.

## Auszeichnungen
I See the Light war 2011 für den Oscar und den Golden Globe jeweils in der Kategorie Bester Filmsong nominiert, verlor aber den Oscar gegen We Belong Together aus dem Film Toy Story 3 und den Golden Globe gegen You Haven't Seen the Last of Me aus dem Film Burlesque. 2012 gewann das Lied den Grammy in der Kategorie Bester Song geschrieben für visuelle Medien. 2010 war es für den OFTA Award in der Kategorie Bester Originalsong und 2011 für den World Soundtrack Award in der Kategorie Bester Song geschrieben für einen Film nominiert, verlor aber beide Male gegen We Belong Together. Die Nominierung für den Critics’ Choice Award 2011 in der Kategorie Bestes Lied war ebenfalls erfolglos, es gewann If I Rise aus 127 Hours. Dagegen konnte der Las Vegas Film Critics Society Award (auch Sierra Award) 2010 in der Kategorie Bester Song gewonnen werden.

## Coverversionen
I See the Light wurde unter anderem von Jackie Evancho, Shannon Saunders, Anaïs Delva (Titel: Je veux y croire), David Harris  und Lucy Durack, sowie von Peter Hollens mit seiner Frau Evynne Hollens gecovert.
Eine Coverversion von Monrose mit dem Titel Endlich sehe ich das Licht schaffte es sogar in den Abspann der deutschsprachigen Version des Films.